# 106. п. н. е.

## Рођења
- 3. јануар — Марко Тулије Цицерон, римски политичар и аутор (у. 43. п. н. е.)
- 29. септембар — Гнеј Помпеј Велики, римски генерал и политичар (у. 48. п. н. е.)